# Cherry (singolo)
Cherry (reso graficamente come Che.R.Ry) è un brano musicale della cantante giapponese Yui, pubblicato come suo nono singolo il 17 marzo 2007. Il brano è incluso nell'album Can't Buy My Love, secondo lavoro della cantante. Il singolo ha raggiunto la seconda posizione della classifica Oricon dei singoli più venduti in Giappone, vendendo 168.964, ottenendo la certificazione del disco d'oro.

## Tracce
CD Singolo
1. CHE.R.RY
2. Driving today
3. Rolling star ~YUI Acoustic Version~
4. CHE.R.RY ~Instrumental~

## Classifiche
| Classifica (2007) | Posizione più alta |
| ----------------- | ------------------ |
| Giappone (Oricon) | 2                  |